# 東海北陸厚生局
座標: 北緯35度10分57.9秒 東経136度54分40.8秒 / 北緯35.182750度 東経136.911333度

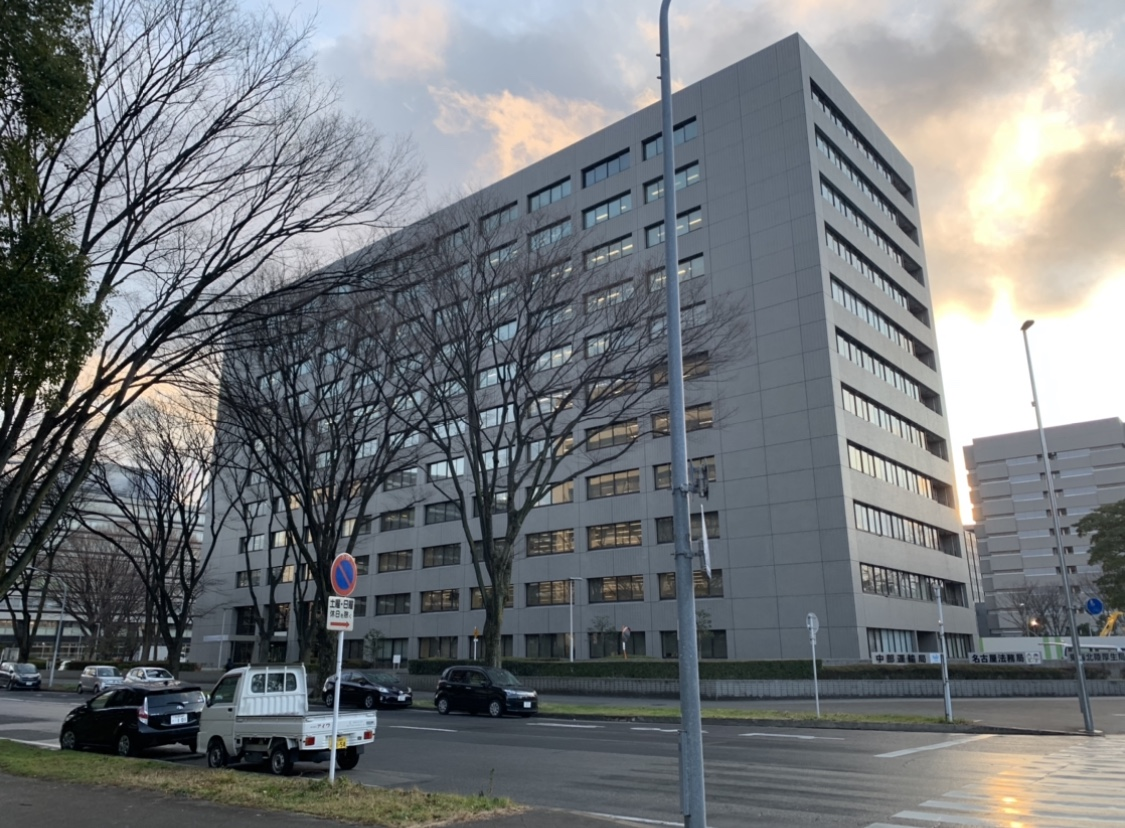
指導部門、年金部門及び社会保険審査官の所在する名古屋合同庁舎第1号館

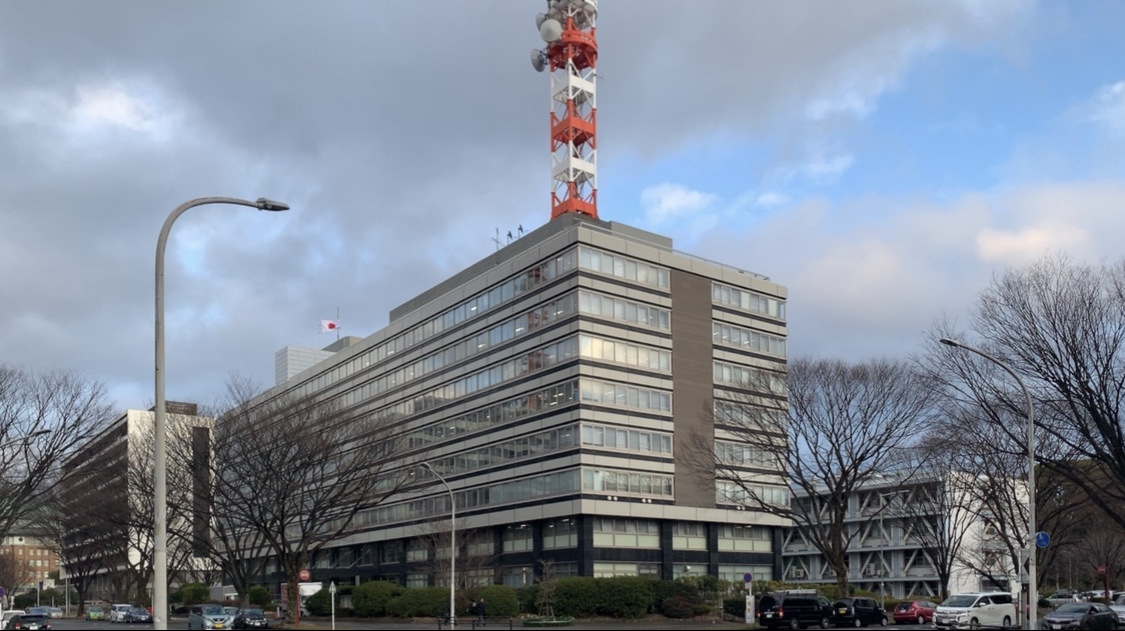
麻薬取締部の所在する名古屋合同庁舎第2号館

東海北陸厚生局（とうかいほくりくこうせいきょく）は、名古屋市にある厚生労働省の地方支分部局。富山県、石川県、岐阜県、静岡県、愛知県、三重県を管轄している。

## 組織
- 総務管理官
  - 総務課
  - 企画調整課
  - 年金指導課
  - 年金調整課
- 健康福祉部
  - 健康福祉課
  - 医事課
  - 食品衛生課
  - 保険年金課
- 指導総括管理官
  - 管理課
  - 医療課
  - 調査課
  - 福祉指導課
  - 指導監査課（愛知県を管轄）
  - 富山事務所
  - 石川事務所
  - 岐阜事務所
  - 静岡事務所
  - 三重事務所
    - 薬事監視
    - 医療監視
    - 児童扶養手当監査
    - 社会福祉監査
    - 介護保健指導
    - 介護サービス指導
- 麻薬取締部
  - 調査総務部
  - 捜査第一課
  - 捜査第二課
  - 情報官
  - 鑑定官
  - 指定薬物対策官
- 社会保険審査官